# Paradelphomyia (Oxyrhiza) ariana
Paradelphomyia (Oxyrhiza) ariana is een tweevleugelige uit de familie steltmuggen (Limoniidae). De soort komt voor in het Oriëntaals gebied.